# Голяма Камчия
Голяма Ка̀мчия (в древността Панисус, в Средновековието Тича, до 29 юни 1942 г. Голяма Камчия, до 5 януари 1946 г. Голяма Тича) е река в Североизточна България, област Сливен – община Котел, област Търговище – община Омуртаг, област Шумен – общини Върбица, Велики Преслав, Шумен и Смядово и област Варна – община Дългопол, лява съставяща на река Камчия. Дължината ѝ е 199 km, което и отрежда 11-о място сред реките на България). Голяма Камчия е приета официално за начален приток на река Камчия.

## Географска характеристика

### Извор, течение, устие
Река Голяма Камчия води началото си от Лиса планина, на 760 м н.в., на около 7 км западно от село Братан, община Котел. До село Тича протича в източна посока в тясна и дълбока долина, обрасла с широколистни гори. След това завива на североизток, долината ѝ се разширява и протича през историко-географската област Герлово. При село Голямо Църквище, община Омуртаг, отново завива на изток, навлиза в Шуменска област и водите ѝ се вливат в големия язовир „Тича“. След изтичането ѝ от язовирната стена посоката ѝ отново става североизточна и образува живописен пролом между Преславска планина на северозапад и Драгоевска планина на югоизток. При град Велики Преслав навлиза в Дунавската равнина, като тече в широка долина и образува голяма, изпъкнала на север дъга. Между град Смядово и село Партизани долината ѝ отново се стеснява и придобива проломен характер, между Роякското плато на север и северните разклонения на Върбишка планина на юг. В югозападния край на село Величково, община Дългопол, на 26 м н.в. се съединява с идващата отдясно река Луда Камчия и двете заедно дават началото на същинската река Камчия.

### Водосборен басейн, притоци
Водосборният басейн на реката на северозапад и север граничи с водосборните басейни на реките Русенски Лом и Провадийска река, на запад – с водосборния басейн на река Янтра, а на юг – с водосборния басейн на река Луда Камчия. Водосборният басейн на Голяма обхваща части на 5 области в България – югозападната част на Варненска област, южната част на Шуменска област, източната част на Търговишка област, най-северната част на Сливенска област и най-южните окрайнини на Разградска област.
Основни притоци – → ляв приток, ← десен приток:
- → Камбуров дол
- → Алмалъдере
- ← Кюпрюаланска дере
- ← Християнски дол
- → Колгидере
- → Черна река
- → Братов дол
- ← Арапаланско дере
- ← Къзълдюдере
- ← Каядере
- → Българаново дере
- → Гюрлек
- ← Герила (влива се в язовир „Тича“)
- → Палиска река (влива се в язовир „Тича“)
- ← Топоклидере (влива се в язовир „Тича“)
- → Драгановска река (Вардунска река) (влива се в язовир „Тича“)
- ← Кубарня (влива се в язовир „Тича“)
- ← Елешница (Дола) (влива се в язовир „Тича“)
- ← Хасарлък (влива се в язовир „Тича“)
- ← Чалъдере
- → Лимидол
- ← Долник
- → Врана
- → Поройна (Боклуджадере)
- → Стара река (Текедере)
- ← Златарска река
- ← Брестова река
- → Кремендере
- → Лааналък
- ← Мочка дере
- ← Лопушанска река
- → Касапдере

### Хидроложки показатели
Река Голяма Камчия е с дъждовно-снежно подхранване, като максималният отток е през месеците февруари и март, а минималният – октомври. Средният годишен отток при град Велики Преслав е 6,88 m3/s. След село Партизани коритото на реката е коригирано с водозащитни диги.

## Селища
По горното течение на река Голяма Камчия са регистрирани 78 праисторически обекта, които в административно отношение съответстват на областите Шумен и Търговище. В разглеждания регион се откриват два типа селища. Всички неолитни обекти и една част от халколитните представляват селища от открит тип (общо 40%). Числено преобладават селищните могили от халколита с височина до 5 – 6 м (60%). Разнообразният релеф и множеството притоци на Голяма Камчия оформят гъста мрежа от долини, в които се
обособяват няколко концентрации на селища.По долината на река Камчия е регистрирана най-голямата в Североизточна България гъстота на антични тракийски могилни некрополи от периода V–III в. пр. Хр.
Днес по течението на реката са разположени 2 града и 15 села:
- Област Сливен

- Община Котел – Тича, Топузево;

- Област Търговище

- Община Омуртаг – Голямо Църквище;

- Област Шумен

- Община Върбица – Менгишево, Кьолмен, Ловец;
- Община Велики Преслав – Велики Преслав, Миланово, Хан Крум;
- Община Шумен – Ивански, Салманово;
- Община Смядово – Кълново, Бял бряг, Желъд;

- Област Варна

- Община Дългопол – Арковна, Красимир, Дългопол, Величково.

## Стопанско значение, природни забележителности, фауна
Водите на реката се използват основно за напояване, като за целта в Община Върбица е изграден едни от най-големите (7-о място) язовири в България – „Тича“, а по множеството ѝ притоци десетки микроязовира.
По долината на реката в долното и средното ѝ течение преминва трасето на две жп линии: Синдел – Комунари (част от жп линията Варна – Карнобат) и Комунари – Шумен.
Между селата Хан Крум и Менгишево, на протежение от 44 км, по левия бряг на реката преминава участък от Републикански път I-7 от Държавната пътна мрежа Силистра – Шумен – Ямбол – ГКПП Лесово - Хамзабейли.
В реката обитават следните видове риби: бабушка, бяла мряна, змиорка, канален сом, каракуди, костур, кротушка, морунаш, платика, речен кефал, скобар, слънчева риба, сом, уклей, уклейка, червеноперка, черна мряна, шаран, щипок, щука, и др.

## Топографска карта
- Лист от карта K-35-30. Мащаб: 1 : 100 000.
- Лист от карта K-35-31. Мащаб: 1 : 100 000.
- Лист от карта K-35-41. Мащаб: 1 : 100 000.
- Лист от карта K-35-42. Мащаб: 1 : 100 000.